# 忌火起草
『忌火起草』（イマビキソウ）は、開発チュンソフト、発売セガのホラーサウンドノベルゲーム。PlayStation 3で2007年10月25日に発売された。

## 概要
セガ×チュンソフトプロジェクトの一作。
心理描写や地の文はテキストで表示され、セリフは音声で出力されるほか、ムービー・実写映像・CGを交えた構成になっている。各キャラクターは実写で表示されるが、音声は別に声優がアテレコしている。
2008年8月7日には新シナリオを追加した『忌火起草 解明編』（イマビキソウ カイメイヘン）がWiiで発売。2012年（平成24年）2月にはiOS移植版がチュンソフトより発売された。
PS3版はハイビジョン対応、Wii版はWiiリモコンのスピーカーに対応。PS3向けの『忌火起草』はドルビーデジタル5.1chに、Wii向けの『忌火起草 解明編』はドルビープロロジックIIによる擬似5.1chに対応しており、背後から声が聞こえる演出などがある。また、コントローラの振動機能にも対応（PS3はオプション）。
タイトルがチュンソフトのサウンドノベル第1作『弟切草』（1992年）と似ているが、関連はなく独立した作品である。響きが似ているのはたまたまだとゼネラルプロデューサーの中村光一が、『週刊ファミ通』のインタビューに答えている。一方でシステムについては、『弟切草』の分岐システムをさらに発展させたものだとPlayStation.comのインタビューで、プロデューサーのイシイジロウは語っている。

## あらすじ
プロローグ
20歳の大学三年生である主人公の弘樹は、大学入学して出会った愛美に一目惚れしたが、愛美には一回りも年上の彼氏 京介がいた。だが、京介は交通事故で亡くなり、愛美から笑顔が消えてしまう。
序盤
それから一年後。弘樹は、愛美の入っている野草研究サークルに所属していたが、愛美が行かないという理由でキャンプには参加せずにいた。
キャンプに参加したメンバー達によると、キャンプ場には黄色い花の野草 「イマビキ草」が生えていたらしい。その花言葉は「悔恨」……。そして、キャンプ場の側には「幽霊屋敷」があり、そこでパーティーと称して「ビジョン」というドラッグを飲んだという。
テレビで「関東芸術大学の学生が焼死した」というニュースが流れ、人体発火みたいな亡くなり方であったらしい。キャンプに参加した正人は、そのニュースを聞いて様子が血相を変え、死亡した芸大生も幽霊屋敷でビジョンを飲んだという。同じようにビジョンを飲んだ正人は、自分の手の爪がなぜか黒くなっており、自分も死ぬんじゃないかと怯えるのであった。
中盤
次の日、弘樹を映画に誘った愛美は、レストランに入ったが、その店で出されたスープは「何かが焦げたような苦い味」がしたが、弘樹は飲み込んでしまう。それから数日後、弘樹の携帯電話に「黒い女が見える」という謎のメッセージが残され、正人は亡くなってしまう。その夜、弘樹は全身が黒く焼け焦げた女の幻を見る。
ビジョンを飲んでいないはずの弘樹の爪は黒くなり、他の参加者たちにビジョンの味を聞くと「焦げたような苦い味」がしたという事から、あのレストランのスープの中にはビジョンが入っていたのだと確信する。
ビジョンを飲んだサークルメンバーたちに不安が広がり、ビジョンの成分を調べてもらったところ、イマビキ草を原料にしている「今惹湯（いまびきとう）」という薬と成分が酷似しているという。しかし、その薬の開発会社である守矢堂はすでに潰れてしまったらしい。
そして、メンバー達が泊まった幽霊屋敷は、守矢堂のものだったことが判明し、ビジョンを飲んだメンバーは発火して次々に死んでいく。愛美の家に行った弘樹は、愛美を爪を見ると黒くなっており、愛美のスープにもビジョンが入っていたと知る。
終盤
呪いを解いて死から逃れるために、弘樹と愛美は幽霊屋敷に行って調査を始める。今惹湯という薬は、戦後すぐに、守矢堂の亜美という女性が作りだしたという。今惹湯は気分が良くなる薬として売りに出されたが、副作用も強く、発火することは無かったが、命を落した人もいたという。
亡くなった遺族から恨まれた亜美は、灯油をかけられて火をつけられて亡くなってしまう。全身が黒焦げになった亜美は、死に際に「あなたは、誰？」と言って亡くなったという。「黒い女」は亜美であり、ビジョンを飲むと亜美に呪われることを知った二人は、その後もさまざまな調査を進め、弘樹と愛美は呪いから逃れることに成功する。
エピローグ
そして、弘樹が車を運転して帰路につくが、その最中に交通事故に遭ってしまう。弘樹が爪を見ると、また黒くなっていた。呪いはまだ解けてはいなかったのだ。

## 登場人物
牧村 弘樹（まきむら ひろき）
声 - 林勇
本作の主人公。大学には合格点スレスレで入った。大学一年の頃の新入生歓迎コンパで初めて愛美に出会い、それ以来、自分に親身になってくれる愛美に淡い恋心を抱いているが、中々口に出せないでいる。また、野草研究サークルに入った理由も愛美目当てである。
早瀬 愛美（はやせ まなみ）
声 - 本名陽子
本作のヒロイン。スレンダーな体型で肩まである髪を特徴としている。1年前に恋人である京介と死別しており、そのためかどことなく陰がある。成績は非常に優秀。
皆川 香織（みながわ かおり）
声 - 大前茜
サークルのメンバー。ぽっちゃりとした体型のゴスロリファッションの少女。積極的な性格で弘樹への好意を隠さないが、弘樹からはむしろ煩わしく思われている。
渡辺 正人（わたなべ まさと）
声 - 櫛田泰道
サークルのメンバーで、弘樹とは最も親しい友人。大柄な肥満体型だがやや気が弱く神経質な面がある。作中では初めての死亡者となる。
中森 健吾（なかもり けんご）
声 - 杉山大
サークルのトラブルメーカー。短髪に髭を蓄え眼鏡をかけている。年長者であるが無責任なため他のメンバーからは全くあてにされていない。大のオカルトマニア。
和泉 飛鳥（いずみ あすか）
声 - 四宮豪
サークルのメンバー。冷静で理知的な性格から、皆のリーダー的存在でもある。和子とは高校時代からの付き合い。
松下 和子（まつした かずこ）
声 - 佐藤あかり
サークルのメンバー。容姿端麗な美人。気が強い性格だが、飛鳥に対しては一途。
間宮 京介（まみや きょうすけ）
1年前に交通事故で亡くなった愛美の恋人で、サークルのOBでもある。大手製薬会社に勤めていた。

## 他機種版
| No. | 発売日        | 対応機種                                                        | タイトル          | 開発元       | 発売元       | メディア        | 型式           | 売上本数 | 備考                                                             |
| --- | ------------- | --------------------------------------------------------------- | ----------------- | ------------ | ------------ | --------------- | -------------- | -------- | ---------------------------------------------------------------- |
| 1   | 2008年8月7日  | Wii                                                             | 忌火起草 解明編   | チュンソフト | セガ         | Wii用光ディスク | RVL-P-REVJ-JPN | 0.9万本  | クラシックコントローラ対応 ドルビープロロジックIIによる擬似5.1ch |
| 2   | 2012年2月29日 | iPhone/iPod touch/iPad （iOS 4.3以上） ※iOS 11 では動作しない。 | 忌火起草 (解明編) | チュンソフト | チュンソフト | ダウンロード    | -              | -        | 現在は販売していない。 ※過去購入者のみ再ダウンロード可能。       |

## スタッフ
- 監督：中嶋康二郎
- 脚本：北島行徳、牧野修、加藤一、古田剛志
- アートディレクション：庄野晴彦
- 音楽：上野耕路、松崎雄一
- 録音監督：佐藤敏夫
- 演出：荒井宏光、西海圭祐、井上尚樹
- 演出監修：古澤健
- スクリプト：金子明弘、高本雄三
- シナリオディレクション：長井知佳
- シナリオアシスタント：高木麻土香
- シナリオサポート：伊東幸一郎、平田政憲
- 脚色：桧木田正史
- グラフィックチーフ：後藤真
- グラフィック：石井久美子、大川憲一、高野紡子
- 3DCG制作：島田敬介、望月昌樹、窪田純子、中村伸夫
- 画像加工：山川一、花房伸行、小山優一、青柳ひろみ、鵜沼朋子、松山美恵、浅沼寛樹、原満陽子、木村俊幸
- VFXプロデューサー：隠田雅浩
- VFXスーパーバイザー：古賀信明
- VFX・CG制作：小薬健太郎、香川史比呂、藤田竜士、本田孝之、山田中、矢吹淳、粕谷雅俊、川崎晃、須藤鋭士、大野俊太郎、北村武士、山田真治、豊田祐次、雄勝光祐
- プロダクションマネージャー：横山由似
- 特殊メイク・造型：中田彰輝、飯田文江、橋本隆公、小此木謙一郎、吉井亮太郎、南光二
- 操演：保倉一郎
- 制作：桑原雅志、東海林貴人
- モーションキャプチャー：岩田岳雄、田中裕史、野田仁
- 美術設定：林田裕至
- 美術アシスタント：齋藤佐都子
- 設定・デザイン：荒川直樹
- サウンドディレクション：沖邊美佐紀
- スーパーバイザーサウンドエディター：嶺川千春
- サウンドエディター：中村栄治、前田宜洋、齊藤賢一
- サウンドミキシングエンジニア：染谷和孝、佐藤一誠
- 演奏：高井寿（ギター）、前田 JIMMY 久史（ベース）、雷電湯澤（ドラムス）
- ミュージックレコーディングエンジニア：野口俊和
- ボイスレコーディングエンジニア：田中直也、宮林良太
- ボイス制作：野添靖人
- サウンドアシスタント：樽矢聡一郎
- サウンドスクリプト：中村龍馬
- プログラムチーフ：金田元貴
- プログラム：国井稔、阿部敏昭、茂木正浩、中島実、寺田圭伸、時村良平
- ゲーム設計：鈴木俊之
- 仕様：佐藤郁雄
- 撮影ユニット 
  - 画コンテ・監督：飯野歩
  - プロデューサー：原公男、大崎裕伸
  - 撮影：喜久村徳章
  - 照明：金沢正夫
  - 美術：丸尾知行、古積弘二
  - スチール：廣田美緒
  - 助監督：毛利安孝
  - 制作担当：清末裕之
  - 監督助手：石川浩之、杉原憲明
  - 撮影助手：福島圭悟、坪沼佑治
  - 照明助手：太田博、松尾孔平、永田英則
  - 美術助手：福嶋瞬
  - 持道具：吉野昌秀
  - 衣装：片柳利依子
  - 衣装助手：針谷郁衣
  - 着付け：下川直美
  - メイク：佐藤泰子
  - 制作進行：末光洪太
  - 車輌：生田目康一、澤村和子
  - カースタント：田中昇、TA・KA
  - ロケーションコーディネート：谷口広樹、佐伯寛之
  - 撮影協力：JOYART、映広、日本照明、宗特機、アットランダム、カースタントTA・KA、V-VISIONスタジオ、東宝スタジオ
  - 衣装協力：BABY, THE STARS SHINE BRIGHT
  - ロケ協力：東京海洋大学、東京海洋大学 生活協同組合、小山町フィルムコミッション、Coulis Rouje、BAUS THEATER、カラオケボックス キタノ
- セガ×チュンプロジェクトプロデューサー：下村一誠
- ラインプロデューサー：榊原繁幸
- パブリシティ：中西一彦、渡邊愛、南雲靖士、橋本賢一
- WEB制作：藤井睦弘、武田真理子
- タイトルロゴデザイン：西田琢、内間安幸
- ビジュアルデザイン：安藤岳史、駒澤昌孝
- パッケージ／ソフトウェアマニュアルデザイン：作田喜尋、軸原一彰、酒井綾子
- プロジェクトマネージャー：斎藤祐士、小栗健介、大藤充彦
- スーパーバイザー：浅井敏典、長畑成一郎、鮫島保彦
- エグゼクティブプロデューサー：前田雅尚、宮崎浩幸、瀧田和伸
- プロデューサー：イシイジロウ
- ゼネラルプロデューサー：中村光一

## 評価
PlayStation 3版
ゲーム誌『ファミ通』の「クロスレビュー」では合計33点（満40点）でゴールド殿堂入りを獲得した。

## 沿革
- 2007年7月21日、東京ジョイポリスにて「忌火起草 胎動編」ゲームの世界観とリンク!“音”にこだわったお化け屋敷で戦慄の恐怖体験!と題し、ウォークスルータイプのホラーアトラクションをオープン。
- 2007年9月20日、フルハイビジョン（1080p）画質の「接触編」がPLAYSTATION Storeにて配信された。
- 2007年10月15日、「忌火起草 体験版」がPLAYSTATION Storeにて配信[3]。
- 2007年10月25日、「忌火起草」発売。予約特典として、Blu-ray Disc「忌火起草 生誕編 〜メイキング オブ 忌火起草〜」が付属。
- 2007年10月25日、忌火起草の映画化が発表[4]。
- 2007年10月25日 - 2007年10月28日、推定販売数2万419本（エンターブレイン調べ）
- 2007年11月8日、「ピンク編」第二回配信[5]。
- 2007年11月22日、「ピンク編」最終回配信[5]。
- 2008年4月25日、Wii版「忌火起草 解明編」の発売が発表される。
- 2008年8月7日、「忌火起草 解明編」発売。
- 2012年2月29日、iOS版発売。

## 関連作品
「○○編」という名称が随所で使用されている。
- 「忌火起草 刻銘編」- 販売促進用DVD。非売品。
- 「忌火起草」- 本作品
- 「忌火起草 生誕編 〜メイキング オブ 忌火起草〜」- 映像特典が収録されたBlu-ray Disc。予約特典。
- 「忌火起草 DXパック」- 忌火起草と忌火起草栽培セットの同梱パック。セガダイレクトにて販売[6]。
- 「忌火起草 解明編」 - Wii 移植版。2008年8月7日発売。